# Vírgala Mayor
Vírgala Mayor en espagnol ou Birgaragoien en basque est un village ou commune faisant partie de la municipalité d'Arraia-Maeztu dans la province d'Alava dans la Communauté autonome basque.
Il y avait en 2007, 43 habitants.